# Il cowboy del grande rodeo
Il cowboy del grande rodeo (The Great American Cowboy) è un documentario del 1973 diretto da Kieth Merrill vincitore del premio Oscar al miglior documentario.